# Карбоксидобактерии
Карбоксидобактерии — группа аэробных хемолитоавтотрофных бактерий, получающих энергию при окислении угарного газа (СО), объединяемых на основании физиологических особенностей. Не являются таксономической группой. Включают α, β, и γ-протеобактерии, фирмикутов, и актинобактерий. Большинство известных карбоксидобактерий являются грамотрицательными бактериями. 
Неожиданно, много видов Mycobacterium, включая  Mycobacterium tuberculosis,  также могут расти хемолитоавтотрофно, используя СО как источник углерода и энергии. В качестве донора электронов большинство карбоксидобактерий может использовать Н2 вместо СО, при росте на СО2 в качестве источника углерода. Таким образом, они относятся и к группе водородокисляющих бактерий. Pseudomonas carboxydoflava использует нитрат в анаэробных условиях, как акцептор электронов при окислении СО.

## Биохимия
Карбоксидобактерии способны к автотрофному росту за счет использования углекислого газа. Фиксация углерода происходит в цикле Кальвина.

### Аэробные карбоксидобактери
Окисление СО кислородом происходит в соответствии с реакцией:

СО + 1/2О2 → CO2; ΔG0’=-67,3 ккал/моль (-281,8 кДж/моль)

Ключевым ферментом карбоксидобактерий является СО-дегидрогеназа ((ЕС 1.2.5.3) или СО-дегидрогеназа (EC 1.2.2.4)). Эти аэробные ферменты отличается от СО-дегидрогеназы анаэробных карбоксидобактерий или СО-дегидрогеназы/ацетил-КоА синтетазы (ЕС 1.2.7.4) метаногенов и гомоацетогенов.  У метаногенов и ацетогенов —это растворимые белки, катализирующие обратимую реакцию и использующих в качестве коферментов кофермент F420 или ферредоксин). Аэробные СО-дегидрогеназы является мембранными флавинсодержащими белками, содержащие в качестве простетической группы молибденсодержащий бактоптерин (молибдоптерин-цитидин-динуклеотид) и железосерные кластеры в реакционном центре. Располагается на внутренней стороне цитоплазматической мембраны. Аэробные СО-дегидрогеназы катализируют однонаправленную реакцию
СО + Н2О → СО2 + 2Н++ 2е-
Карбоксидобактерии могут использовать СО эффективно при низких концентрациях СО,за счет большой разности в окислительно-восстановительных потенциалах кофермента Q (0 В) и СО/СО2 (-0,54 В). СО-дегидрогеназа передает электроны от СО в дыхательную цепь на уровне цитохрома b561 или убихинона (кофермент Q). Терминальная оксидаза содержит цитохром о. Перенос двух электронов по дыхательной цепи на кислород в этом случае, приводит к работе только одного пункта генерации водородного потенциала, и сопровождается транслокацией 4 протонов, которые расходуются на синтез АТФ. При использовании водорода, его окисление происходит на уровне цитохрома с, при этом пара электронов передается на терминальную оксидазу с транлокацией через мембрану уже 6 протонов.
Карбоксидобактерии восстанавливают НАДФ+ для реакций биосинтеза, через обратный транспорт электронов по электрон-транспортной цепи. Таким образом, часть энергии тратится на восстановление НАДФ+, и окисление СО является неэффективным способом получения энергии. Карбоксидобактерии вынуждены окислять большое количество СО. Окисление, приблизительно, 6 молекул СО до СО2, обеспечивает энергию, необходимую восстановительной фиксации одной молекулы СО2.
Компоненты дыхательной цепи карбоксидобактерий являются устойчивыми к высоким концентрациям СО, хотя СО относится к дыхательным ядам и является ингибитором терминальных оксидаз, таких как цитохромы типа а.
Карбоксодобактерии являются факультативными хемолитоавтотрофами. То есть они могут использовать дополнительно органические субстраты в качестве основного или дополнительного источника углерода и энергии. Карбоксидобактерии содержат разветвленную на уровне цитохрома b цепь переноса электронов. Органотрофная ветвь содержит цитохромы b558, c и а1.

### Анаэробные карбоксидобактерии
Некоторые фототрофные бактерии (пурпурные несерные бактерии (например Rhodocyclus gelatinosus), цианобактерии), а также анаэробная гидрогеногенная карбокситрофная бактерия Carboxydothermus hydrogenoformans, получают энергию в реакции окисления СО, в которой акцептором электронов служат протоны, содержащиеся в воде:
СО + H2O → CO2 + H2; ΔG0’=-20 кДж/моль

В результате экзергонической реакции энергия ассимилируется в форме протонного градиента. Так как при этом выделяется газообразный водород, то такие бактерии также называются гидрогеногенными. Анаэробный фермент СО-дегидрогеназа (ЕС 1.2.7.4) содержит два кофактора — никель и негеминовое железо . Этот мембраносвязанный фермент работает в комплексе с водородобразующей дегидрогеназой (англ. Energy converting hydrogenase, Ech), генерирующей градиент ионов для синтеза АТФ.

### Карбокситрофные бактерии
Многие бактерии и археи способны усваивать СО в качестве донора электронов или источника углерода. Но эти реакции не связаны с получением энергии. Таких, так называемых, карбокситрофных бактерий или архей не относят, в строгом смысле, к карбоксидобактериям. Например, к ним относятся метаногены, гомоацетогены, аэробные метанотрофные бактерии. У аэробных метанотрофов их метанмонооксигеназа обладает релаксированной субстратной специфичностью.

## Некоторые типичные представители
- Acinetobacter sp. Strain IC-I
- Alcaligenes (Carbophilus) carboxidus
- Comamonas (Zavarzinia) compransoris
- Pseudomonas (Oligotropha, Hydrogenomonas) carboxidovorans
- Pseudomonas carboxidoflava (Hydrogenovibrio pseudoflava)
- Pseudomonas carboxidohydrogena
- Pseudomonas gazotropha

## Значение
Измерено, что карбоксидотрофные бактерии поглощают около  2x108 тонн СО из атмосферы ежегодно, поддерживая низкую атмосферную концентрацию этого токсичного газа